# Campeonato Gaúcho de Futebol de 1957 - Série A
O Campeonato Gaúcho de Futebol de 1957, foi a 37ª edição da competição no Estado do Rio Grande do Sul. Os campeões das regiões participaram de jogos eliminatórios até definir os dois finalistas. O campeão deste ano foi o Grêmio.

## Participantes
| Equipe        | Cidade            | Classificação               | Participação |
| ------------- | ----------------- | --------------------------- | ------------ |
| Bagé          | Bagé              | Campeão da Região Sudoeste  | 10ª          |
| Ferro Carril  | Uruguaiana        | Campeão da Região Fronteira | 4ª           |
| Grêmio        | Porto Alegre      | Campeão da Região Centro    | 15ª          |
| Rio-Grandense | Rio Grande        | Campeão da Região Litoral   | 7ª           |
| Santa Cruz    | Santa Cruz do Sul | Campeão da Região Planalto  | 2ª           |

## Tabela

### Primeira fase
| 24 de novembro de 1957 | Riograndense                                          | 4 – 3 | Ferro Carril                            |  |
|                        | Gol marcado · Gol marcado · Gol marcado · Gol marcado |       | Gol marcado · Gol marcado · Gol marcado |  |

| 1º de dezembro de 1957 | Ferro Carril                            | 3 – 1 | Riograndense |  |
|                        | Gol marcado · Gol marcado · Gol marcado |       | Gol marcado  |  |

| 8 de dezembro de 1957 | Ferro Carril              | 2 – 3 | Riograndense                            |  |
|                       | Gol marcado · Gol marcado |       | Gol marcado · Gol marcado · Gol marcado |  |

### Segunda fase
| 15 de dezembro de 1957 | Santa Cruz-RS | 0 – 1 | Riograndense |  |
|                        |               |       | Gol marcado  |  |

| 22 de dezembro de 1957 | Riograndense                            | 3 – 1 | Santa Cruz-RS |  |
|                        | Gol marcado · Gol marcado · Gol marcado |       | Gol marcado   |  |

### Semifinal
| 29 de dezembro de 1957 | Riograndense | 1 – 2 | Bagé                      |  |
|                        | Gol marcado  |       | Gol marcado · Gol marcado |  |

| 5 de janeiro de 1958 | Bagé        | 1 – 1 | Riograndense |  |
|                      | Gol marcado |       | Gol marcado  |  |

### Finais
1° jogo
| 19 de janeiro de 1958 | Grêmio                                    | 7 – 0 | Bagé | Olímpico, Porto Alegre (RS) |
|                       | Delém · Juarez · Milton Kuelle · Hercílio |       |      |                             |

2° jogo
| 26 de janeiro de 1958 | Bagé          | 3 – 1 | Grêmio   | Pedra Moura, Bagé (RS) |
|                       | Cabral · Davi |       | Toquinho |                        |

Desempate
| 29 de janeiro de 1958 | Bagé | 0 – 2 | Grêmio              | Pedra Moura, Bagé (RS) |
|                       |      |       | Hercílio · Toquinho |                        |

|  | Bagé | Grêmio |

| BAGÉ:      |  |  |  |
|            |  |  |  |
| G          |  |  |  |
| Z          |  |  |  |
| Z          |  |  |  |
| M          |  |  |  |
| M          |  |  |  |
| M          |  |  |  |
| A          |  |  |  |
| A          |  |  |  |
| A          |  |  |  |
| A          |  |  |  |
| A          |  |  |  |
| Treinador: |  |  |  |
|            |  |  |  |

| GRÊMIO:       |  |
|               |  |
| G             |  |
| Z             |  |
| Z             |  |
| M             |  |
| M             |  |
| M             |  |
| A             |  |
| A             |  |
| A             |  |
| A             |  |
| A             |  |
| Treinador:    |  |
| Oswaldo Rolla |  |

| Gauchão 1957               |
| -------------------------- |
| Grêmio Campeão (9º título) |